# Claudia Dall’Agnol
Claudia Dall’Agnol (geboren am 6. April 1973 in Esch an der Alzette) ist eine luxemburgische Politikerin der LSAP und Sportfunktionärin. Sie war von 2004 bis 2018 Abgeordnete in der Deputiertenkammer und ist seit 2010 Präsidentin des nationalen Schießsportverbandes ihres Heimatlandes.

## Politik
Mitglied der LSAP seit 1996, wurde Dall’Agnol 1999 zur Vorsitzenden der Sozialistischen Jugend, der Nachwuchsorganisation der Partei, gewählt. Sie kandidierte bei den Kammerwahlen 2004, 2009 und 2013 jeweils im Wahlkreis „Süd“ für das luxemburgische Parlament. Dabei konnte sie 2009 direkt ein Mandat erlangen und in den beiden anderen Jahren als Nachrückerin davon profitieren, dass vor ihr Platzierte auf ihren Sitz verzichteten, weil sie Mitglied der Regierung wurden. Zu den Schwerpunkten ihrer politischen Arbeit zählten unter anderem Gesundheit, Chancengleichheit, Sport sowie internationale Beziehungen. Von Juli 2009 bis November 2010 war sie Vorsitzende der parlamentarischen Versammlung der Union für den Mittelmeerraum.
Nachdem sie 2018, im Vergleich zur vorherigen Wahl, um zwei Plätze schlechter abgeschnitten hatte, schied Dall’Agnol mit Ablauf der Legislaturperiode aus der Kammer aus.
In ihrem Wohnort Düdelingen ist Dall’Agnol seit Oktober 1999 Mitglied des Gemeinderates sowie seit Dezember 2014 Schöffin. Anfang 2018 kritisierte sie, gemeinsam mit neun anderen Mitgliedern der LSAP, in einem Papier die bisherige Politik der Parteispitze scharf. Die Gruppe forderte auch erweiterte Mitspracherechte für die jüngeren Mitglieder sowie eine Schärfung des Parteiprofils. Am 22. Januar 2019 wurde sie auf einem Parteitag in den Vorstand der LSAP gewählt.

## Sonstiges
Im März 2010 wurde Dall’Agnol als Nachfolgerin von Xavier Bettel zur Präsidentin des nationalen Schießsportverbandes FLTAS gewählt. Sie unterstützt das Anliegen der Allianz der Humanisten, Atheisten und Agnostiker, was ihr in Teilen der Boulevardpresse Kritik einbrachte.